# 约翰·亚伦
约翰·亚伦（瑞典語：Johan Jarlén，1880年11月4日—1955年4月18日），生于哥德堡，瑞典男子体操运动员。他曾获得1908年夏季奥运会体操比赛男子团体全能金牌。他于1955年在哥德堡去世。